# 恩里科·博沃内
恩里科·博沃内（義大利語：Enrico Bovone，1946年3月30日—2001年5月2日），意大利男子篮球运动员。他曾代表意大利获得1968年夏季奥运会篮球比赛男子第八名。他于2001年在索维奇莱自杀。